# Чемпионат Европы по настольному теннису 1996
20-й Чемпионат Европы по настольному теннису проходил с 27 апреля по 7 мая 1996 года в Братиславе (Словакия).

## Медалисты

### Мужчины
| Разряд               | Золото                                                                                  | Серебро                                                                                 | Бронза                                                                                     |
| -------------------- | --------------------------------------------------------------------------------------- | --------------------------------------------------------------------------------------- | ------------------------------------------------------------------------------------------ |
| Одиночный разряд     | Ян-Уве Вальднер                                                                         | Йёрген Перссон                                                                          | Жан-Филипп Гасьен                                                                          |
| Одиночный разряд     | Ян-Уве Вальднер                                                                         | Йёрген Перссон                                                                          | Петер Карлссон                                                                             |
| Парный разряд        | Ян-Уве Вальднер Йёрген Перссон                                                          | Луцьян Блащик Анджей Грубба                                                             | Калиникос Креанга Зоран Калинич                                                            |
| Парный разряд        | Ян-Уве Вальднер Йёрген Перссон                                                          | Луцьян Блащик Анджей Грубба                                                             | Йёрг Росскопф Штеффен Фецнер                                                               |
| Командное первенство | Швеция · Петер Карлссон · Ян-Уве Вальднер · Томас фон Шеле · Эрик Линд · Йёрген Перссон | Франция · Дамьен Элуа · Николя Шателен · Жан-Филипп Гасьен · Патрик Шиля · Кристоф Легу | Польша · Анджей Грубба · Луцьян Блащик · Пиотр Скерски · Томаш Кржешевски · Пиотр Шафранек |

### Женщины
| Разряд               | Золото                                                                           | Серебро                                                              | Бронза                                                                  |
| -------------------- | -------------------------------------------------------------------------------- | -------------------------------------------------------------------- | ----------------------------------------------------------------------- |
| Одиночный разряд     | Николь Штрузе                                                                    | Кристина Тот                                                         | Цзе Шёпп                                                                |
| Одиночный разряд     | Николь Штрузе                                                                    | Кристина Тот                                                         | Эльке Шалль                                                             |
| Парный разряд        | Николь Штрузе Эльке Шалль                                                        | Беттине Вризекоп Эмили Нор                                           | Отилия Бэдеску Эмилия Чосу                                              |
| Парный разряд        | Николь Штрузе Эльке Шалль                                                        | Беттине Вризекоп Эмили Нор                                           | Рута Пашкаускене Йоланта Прусене                                        |
| Командное первенство | Германия · Ольга Немеш · Николь Штрузе · Цзе Шёпп · Эльке Шалль · Кристина Фишер | Венгрия · Чилла Баторфи · Кристина Тот · Вивиен Элло · Мария Фазекаш | Румыния · Отилия Бэдеску · Эмилия Чосу · Адриана Симион · Михаэла Штефф |

### Микст
| Разряд           | Золото                         | Серебро                          | Бронза                       |
| ---------------- | ------------------------------ | -------------------------------- | ---------------------------- |
| Смешанный разряд | Владимир Самсонов Кристина Тот | Креанга Калиникос Отилия Бэдеску | Максим Шмырёв Галина Мельник |
| Смешанный разряд | Владимир Самсонов Кристина Тот | Креанга Калиникос Отилия Бэдеску | Луцьян Блащик Эмилия Чосу    |